# Schlump
Schlump – stacja węzłowa metra hamburskiego na linii U2 i U3. Stacja została otwarta 25 maja 1912. 

## Położenie
Jest stacją węzłową składającą się z dwóch poziomów. Na poziomie -1 znajdują się perony linii U3, natomiast na poziomie -2 peron linii U2. Sama stacja znajduje się pod skrzyżowaniem ulic: Schäferkampsallee-Schröderstiftstraße/Kleiner Schäferkamp-Beim Schlump.